# フィオナが恋していた頃
『フィオナが恋していた頃』（原題：This Is My Father）は、アイルランドの映画作品。

## キャスト
※括弧内は日本語吹き替え
- キアレン・オデイ - エイダン・クイン（堀内賢雄）
- キアレン・ジョンソン - ジェームズ・カーン（有本欽隆）
- クイン神父 - スティーヴン・レイ（神谷和夫）
- エディ・シャープ - ジョン・キューザック（安井邦彦）
- フィオナ・フリン - モイヤ・ファレリー（佐々木優子）
- ジャック - ジェイコブ・ティアニー（花輪英司）
- ミセス・カーニー - モイラ・デディ（大方斐紗子）
- フィオナの母 - ジナ・モクスリー（小宮和枝）